# Pseudohistoria
Pseudohistoria – termin najczęściej określający zamieszczane w pewnych książkach tezy o podłożu historycznym, ale odbiegające od standardów metod historycznych w taki sposób, by przedstawić ich wnioski w złym świetle. Prace, które przedstawiają kontrowersyjne wnioski dotyczące nowych, przypuszczalnych lub spornych dowodów historycznych, w szczególności dotyczące polityki, wojska czy religii, są często określane mianem pseudohistorii.

## Cechy
- Praca najczęściej ma podłoże polityczne, religijne itp.
- Informacje o pracy nie są zamieszczone w czasopismach naukowych lub praca taka nie ma odpowiedniej recenzji
- Kluczowe dowody wspierające tezy postawione w książce są (musi być spełniona chociaż jedna cecha z poniższych):
  - przypuszczalne
  - kontrowersyjne
  - niepoprawne
  - źle uźródłowione
  - zinterpretowane w nieuzasadnionym świetle
  - wyolbrzymione
  - wyrwane z kontekstu
  - wypaczone, nieuczciwe
- W pracy są przedstawione „nowe” interpretacje i wyjaśnienia wyników badań historycznych, które można uznać za pewne.
- Praca odrzuca lub ignoruje zrecenzowane i dobrze udokumentowane konkurencyjne (i możliwie prostsze) wytłumaczenia lub interpretacje tych samych faktów, przykładowo opierając się na jednej lub wielu teoriach spiskowych[1].

## Przykłady
- Światy w kolizji (Immanuił Wielikowski)
- Nowa chronologia (Anatolij Fomienko)
- Hipoteza czasu widmowego (Heribert Illig);
- 1421 – rok, w którym Chińczycy odkryli Amerykę i opłynęli świat (Gavin Menzies)
- Dwa Babilony (Alexander Hislop)
- Kłamstwo oświęcimskie
- Kłamstwo kołymskie (teorie negujące fakt istnienia łagrów w Związku Sowieckim albo pomniejszające liczbę ofiar tychże obozów)
- Protokoły mędrców Syjonu
- Teorie o Lemurii
- Teorie Ericha von Dänikena (paleoastronautyka)
- Towarzystwo Vril
- Wincenty Kadłubek
- Wywód jedynowłasnego państwa świata z 1633 roku
- Zakon Syjonu
- Zermatyzm
- Turbosłowiaństwo (znane też jako turbolechictwo)
- Mity narodowe
- Mit Przegranej Sprawy